# La Panthère rose (film, 2006)
Pour les articles homonymes, voir La Panthère rose (homonymie).
Série
Le Fils de la Panthère rose
(1993) La Panthère rose 2
(2009)
Pour plus de détails, voir Fiche technique et Distribution.
La Panthère rose (The Pink Panther) est un film américain de Shawn Levy sorti en 2006. Il s'agit d'une remake du film du même nom sorti en 1963.
Le film débute alors que l'entraîneur de l'équipe de France de football est assassiné dans un stade après la victoire de son équipe et sa bague qu'il portait, ornée du fameux diamant La Panthère Rose, lui a été volée. Le gouvernement désire retrouver au plus vite le coupable. Mais aucun agent qualifié n'est disponible pour résoudre l'enquête. L'inspecteur Dreyfus (Kevin Kline), décide alors de donner l'affaire à Jacques Clouseau (Steve Martin), un inspecteur incompétent, et part de son côté à la recherche de l'assassin dans le but d'obtenir une promotion. Pour empêcher Clouseau de découvrir le coupable avant lui, Dreyfus engage le célèbre agent Ponton (Jean Reno) pour le surveiller. Mais les deux agents vont vite sympathiser. Xania (Beyoncé Knowles), une super-star américaine et fiancée de l'entraîneur assassiné, est la première suspectée.

## Synopsis
Le film s'ouvre sur le récit en flashback de l'Inspecteur Charles Dreyfus de la demi-finale de football entre la France et la Chine. L'entraîneur français Yves Gluant arrive au stade en arborant le diamant Panthère Rose à son doigt puis il embrasse sa petite amie, la pop star Xania, après lui avoir chuchoté quelque chose à l'oreille. Après la victoire de la France, Yves meurt d'une fléchette empoisonnée dans le cou et la panthère rose a disparu de sa main. Pressé de recevoir la Légion d'honneur, Dreyfus nomme inspecteur un policier gauche et simplet, Jacques Clouseau, et le charge de l'affaire du Panthère Rose. En attendant, Dreyfus rassemble une équipe secrète de supers investigateurs pour résoudre l'affaire, permettant à Clouseau de s'occuper du côté public des investigations. Ainsi, l'attention des médias est centrée sur Clouseau plutôt que sur l'équipe de Dreyfus. Dreyfus affecte Gilbert Ponton comme assistant de Clouseau et lui donne pour directives de le tenir informer des agissements de Clouseau. Toutefois, Dreyfus n'avait pas envisagé que Ponton et Clouseau puissent devenir de bons amis, et se met à regretter ses ordres.
Bizu, un footballeur français qui a eu une liaison avec Xania, est le principal suspect dans meurtre de Gluant. Il est abattu d'une balle dans la tête par un assassin inconnu dans le vestiaire de l'équipe. Pendant qu'au Casino, Clouseau rencontre l'agent secret 006 britannique, Nigel Boswell. Boswell déjoue une tentative de vol des fameux « Bandits au masque à gaz » au casino, en utilisant le trench-coat de Clouseau pour cacher son identité. Dans la presse, Clouseau reçoit, par erreur, tout le mérite de cette action et est nommé pour la médaille d'honneur, au grand dam de Dreyfus.
Clouseau suit Xania à New York, la suspectant d'en savoir plus qu'elle ne le dit. Toutefois, malgré l'insistance de Ponton à la croire coupable parce Gluant la trompait, Clouseau décide que Xania est innocente. Pendant ce temps, en se basant sur le fait que le poison qui a tué Gluant est un dérivé d'herbes chinoises, Dreyfus conclut que le tueur est un Chinois envoyé par un dénommé Dr Pang. Maintenant prêt à prendre l'affaire en charge et à gagner la légion d'honneur, Dreyfus se faisant passer pour l'un de ses officiers échange le sac de Clouseau avec un autre plein d'armes lorsque celui-ci se rend à l'aéroport pour prendre son vol de retour vers la France. Le sac déclenche le détecteur de métaux sur le portique de sécurité et Clouseau est arrêté en raison de son incapacité à prononcer « hamburger » correctement. À son retour en France, la presse le vilipende et Dreyfus le prive de son rang pour « tentative de devenir un héros ». L'inspecteur en chef s'active maintenant pour arrêter publiquement le Dr Pang au bal présidentiel, où Xania se produira également.
Mais Clouseau et Ponton s’introduisent en catimini et découvrent que l’assassin est dans la pièce et veut tuer Xania.

## Fiche technique
- Titre : La Panthère rose
- Titre original : The Pink Panther
- Réalisation : Shawn Levy
- Scénario : Len Blum, Steve Martin, Michael Saltzman d'après les personnages de Maurice Richlin et Blake Edwards
- Musique : Christophe Beck
- Photographie : Jonathan Brown (en)
- Montage : George Folsey Jr. et Brad Wilhite
- Production : Robert Simonds
- Société de production : Metro-Goldwyn-Mayer, Columbia Pictures, Robert Simonds Productions, International Production Company et The Montecito Picture Company
- Société de distribution : Sony Pictures, 20th Century Fox
- Pays de production :  États-Unis et  Tchéquie
- Genre : comédie policière et aventure
- Durée : 93 minutes
- Dates de sortie :
  - États-Unis et (Québec): 10 février 2006
  - France : 8 mars 2006

## Distribution
- Steve Martin (VF : Patrick Préjean ; VQ : Jean-Marie Moncelet) : l'inspecteur Jacques Clouseau
- Kevin Kline (VF : Dominique Collignon-Maurin ; VQ : Jean-Luc Montminy) : le commissaire Dreyfus
- Jean Reno (VF et VQ : lui-même) : Ponton
- Emily Mortimer (VF : Léa Gabriele ; VQ : Violette Chauveau) : Nicole
- Henry Czerny (VF : Igor De Savitch ; VQ : Denis Roy) : Yury
- Kristin Chenoweth (VF : Dorothée Pousséo ; VQ : Annie Girard) : Cherie
- Roger Rees (VF : Marcel Guido ; VQ : Luis de Cespedes) : Raymond Larocque
- Beyoncé Knowles (VF : M'Bembo ; VQ : Hélène Mondoux) : Xania
- Philip Goodwin (VF : Julien Chatelet) : l'inspecteur-chef Renard
- William Abadie (VF : Bruno Dubernat ; VQ : Sébastien Delorme) : Bizu
- Daniel Sauli (VF : Cédric Dumond) : Roland, le producteur de musique
- Scott Adkins : Jacquard
- Boris McGiver (VF : Jean-Yves Chatelais ; VQ : Daniel Lesourd) : Vainqueur
- Alice Taglioni (VF : elle-même) : la journaliste
- Chelah Horsdal : la garde de sécurité
- Mareva Galanter (VF : elle-même) : la journaliste dans la rue
- Delphine Chanéac (VF : elle-même) : la réceptionniste à l'entrée
- Clive Owen (VF : Philippe Cruzéby ; VQ : Daniel Picard) : Nigel Boswell / agent 006 (caméo)
- Jason Statham (sans dialogue) : Yves Gluant
- Jean Dell (VF : lui-même) : Ministre de la Justice Clochard
- Henri Garcin (VF : lui-même) : le président

 Source et légende : version française (VF) sur RS Doublage , Voxofilm et selon le carton du doublage français sur le DVD zone 2.

## Production

### Tournage
Une phase de préparation aux tournages a eu lieu aux studios SETS de Stains.
Le tournage proprement dit a eu lieu aux Kaufman Astoria Studios, à New York, dans le backlot des Universal Studios, à Prague, Rome, Teplice (pour les séquence de stade) ainsi qu'en France, à Paris, dont La Sorbonne, la Place de la Concorde, dans le Val-d'Oise, sur la RD 983 entre Arthies et Maudétour-en-Vexin, à Banthelu, à Charmont et à Magny-en-Vexin. Des scènes supplémentaires ont été réalisées plus tard à Vancouver.

### Musique
Christophe Beck a composé la musique originale du film, à l'exception du thème de la Panthère rose de Henry Mancini. Beyoncé Knowles interprète deux chansons, A Woman Like Me et Check on It, qui deviendra numéro 1 aux États-Unis.
De nombreuses autres chansons ont été utilisées pour de petits extraits, mais seules les compositions originales de Beck ont été incluses sur l'album du film sorti environ un mois après le film.

## Accueil

### Accueil critique
Le film a reçu des critiques plutôt défavorables. Le film obtient un score de 22 % de bonnes opinions sur Rotten Tomatoes, et de 38 % sur Metacritic. Il a été nommé aux Golden Raspberries en 2006 dans les catégories Pire remake ou rip-off et Pire second rôle féminin pour Kristin Chenoweth.

### Box-office
Le film démarre au sommet du box-office américain le week-end du 10 février 2006, engrangeant 20 220 412$ dans 3 477 salles, et a encore rapporté 20 863 217$ dans les trois week-ends suivants[réf. nécessaire]. Le film quitte les salles américaines le 16 avril 2006, après avoir rapporté 82 226 474$ en dix semaines d'exploitation, soit 12 553 660 spectateurs. Au Québec, 288 937 spectateurs sont allés voir le film.
En Europe, le film rassemble 6 119 823 spectateurs, dont 623 328 entrées en France.
À l'étranger, le film a rapporté 76 624 883 $ qui ont porté son revenu total brut au box office mondial à 158 851 357 $. Les projections américaines composent 51,8 % des recettes au box-office, la part internationale compose les 48,2 % restants. La Panthère rose est le film le plus rentable dans le redémarrage de la franchise.

## Suite
Une suite de cette préquelle, réalisée par Harald Zwart, est sortie le 6 février 2009 : La Panthère rose 2. On y retrouve Steve Martin et Jean Reno, mais John Cleese remplace Kevin Kline dans le rôle de Dreyfus.

## Autour du film
- Dans la version originale, Steve Martin parle avec un fort accent français, comme Peter Sellers dans les films précédents.
- Le générique d’ouverture a été commandé aux artistes français Kuntzel+Deygas, repérés par le réalisateur Shawn Levy après qu’ils ont créé le générique d’ouverture du film Catch Me If You Can de Steven Spielberg. Pour ce film destiné à un public averti de jeunes adultes, Kuntzel+Deygas créent une séquence animée décalée au graphisme sophistiqué, remettant le personnage de La Panthère rose dans un univers lié au diamant rose de l’origine, dans une version « reboot » à leur manière. Malheureusement, lorsque Sony rachète le studio MGM, il est demandé à Shawn Levy de modifier son film pour l’adapter à un public familial, et au passage de remplacer la création de Kuntzel+Deygas par un dessin animé classique. Sur le DVD, parmi les bonus, on peut voir ce générique refusé accompagné des commentaires audio de Shawn Levy qui déplore ce gâchis.